# حفيد السعد (التفتازاني)
حفيد السعد أو حفيد السعد التفتازاني' ' هو أحمد بن يحيى بن محمد بن سعد الدين مسعود بن عمر التفتازاني الهروي: شيخ الإسلام، من فقهاء الحنفية، يُلقب بسيف الدين، ويُعرف بحفيد السعد التفتازاني كان قاضي هراة مدة ثلاثين عاماً، ولما دخلها الشاه إسماعيل بن حيدر الصفوي كان الحفيد ممن جلس لاستقباله في دار الإمارة، ولكن الوشاة اتهموه عند الشاه بالتعصب، فأمر بقتله مع جماعة من علماء هراة، ولم يُعرف له ذنبٌ، ونُعت بالشهيد.
له كتب، منها مجموعة سميت (الدر النضيد في مجموعة الحفيد - ط) في العلوم الشرعية والعربية، و (حاشية على شرح التلخيص - ط) فرغ من تأليفها سنة 886 (والفوائد والفرائد - خ) حديث، في طوبقبو، و (شرح تهذيب المنطق - خ) لجده، في الأزهرية .استشهد عام 916 هـ الموافق 1510 م.